# Amityville: The Awakening
Pour les articles homonymes, voir Amityville.
Série Amityville
Amityville
(2005)
Pour plus de détails, voir Fiche technique et Distribution.
Amityville: The Awakening ou Amityville : Le Réveil au Québec est un film d'horreur américain écrit et réalisé par Franck Khalfoun, sorti en 2017. 
C'est le douzième film de la série qui s'inspire librement de l'affaire d'Amityville. 

## Synopsis
Belle, sa petite sœur Juliet et son frère jumeau James, plongé dans le coma, emménagent avec leur mère célibataire, Joan, dans une vieille maison achetée à bon prix et située dans la ville américaine d'Amityville, afin de pouvoir mettre de l'argent de côté pour payer les soins médicaux de James. Mais bientôt, d'étranges phénomènes commencent à se manifester, comme la guérison soudaine de James ou les horribles cauchemars de Belle. Celle-ci commence alors à soupçonner sa mère de ne pas lui avoir tout dit sur leur nouvelle demeure et réalise ensuite qu'ils ont emménagé dans la tristement célèbre maison hantée de l'affaire d'Amityville… 

## Fiche technique
- Titre original : Amityville: The Awakening
- Titre québécois : Amityville : Le Réveil
- Réalisation  : Franck Khalfoun
- Scénario : Franck Khalfoun
- Musique : Rob (Robin Coudert)
- Direction artistique : Chris DiLeo
- Décors : Regina O'Brien
- Costumes : Mairi Chisholm
- Photographie : Steven Poster
- Montage : Patrick McMahon
- Production : Jason Blum, Daniel Farrands et Casey La Scala
- Coproducteurs : Phillip Dawe
- Producteur exécutif : Todd Williams
- Producteurs délégués : Ted Fox, George Furla, David C. Glasser, Steve B. Harris, Keith Levine, Jeff Rice, Couper Samuelson
- Producteurs délégués : Matthew Signer, Alix Taylor, Jeanette Volturno, Steve Whitney
- Producteurs délégués : Randall Emmett, Avi Lerner, Paul Mason, Mark Moran, Bob Weinstein et Harvey Weinstein
- Sociétés de production : Blumhouse Productions, Dimension Films, Baron Films (II) et Miramax Films
- Sociétés de distribution :
  - USA RADiUS-TWC, The Weinstein Company,
  - Canada Alliance,  Les Films Séville
- Pays d'origine :  États-Unis
- Langue originale : Anglais
- Format : couleur - 2.39:1 - son Dolby numérique
- Genre : Epouvante-Horreur
- Durée : 87 minutes
- Dates de sortie[2] : 
  - États-Unis : 12 octobre 2017 (en VàD) ; 28 octobre 2017 (sortie limitée)
  - France : 18 octobre 2017 (en VàD)
  - Belgique : 18 octobre 2017 (en vidéo)
  - Québec : 14 novembre 2017 (en vidéo)

## Distribution
- Bella Thorne : Belle Walker
- Cameron Monaghan : James Walker
- Jennifer Jason Leigh : Joan Walker
- Mckenna Grace : Juliet Walker
- Thomas Mann : Terrence
- Taylor Spreitler : Marissa
- Jennifer Morrison : Candice
- Kurtwood Smith : Dr. Milton
- Hunter Goligoski : Justin

## Production

### Genèse et développement
Dimension Films annonce la production d'un nouveau film Amityville réalisé par Franck Khalfoun dont la sortie se fera en janvier 2015. Dans un premier temps, le film devait s'intituler The Amityville Horror: The Lost Tapes avant de devenir Amityville en mars 2014. 
Le 25 août 2014, un premier trailer est révélé au public. En plus de dévoiler les premières images du film, le trailer annonce aussi un troisième changement de titre pour le film qui s’intitule désormais Amityville: The Awakening. 

### Attribution des rôles
Toujours en mars 2014, les actrices Bella Thorne et Jennifer Jason Leigh sont annoncées au casting du film.

### Tournage
Deux ans après le tournage du film et trois mois avant sa sortie, Bella Thorne annonce que des scènes supplémentaires seront tournées et d'autres modifiées en février 2015.

## Sortie
D'abord prévu pour le mois de janvier 2015, le film disparaît du planning des sorties de Dimension Films en septembre 2014 pour permettre à l'équipe de tourner des scènes supplémentaires. 
En mai 2015, il est annoncé que le film sortira le 15 avril 2016 au cinéma aux États-Unis puis quelques mois plus tard, il est avancé au 1er avril 2016.
Le 9 mars 2016, la date de sortie est repoussée au 6 janvier 2017. Le 16 décembre 2016, seulement quelques semaines avant la date prévue de sortie, la diffusion du film est une énième fois repoussée au 30 juin 2017. Avec ce report, le lancement de Amityville: The Awakening aura connu deux ans et demi de retard par rapport à la date initialement fixée.
Le 7 juin 2017, Dimension Films repousse à nouveau la sortie du film, cependant, la nouvelle date de sortie du long métrage n'a pas encore été décidée par la société.
Finalement, le film sort en VOD, DVD et en Blu-Ray en octobre 2017 dans plusieurs pays.